# (18473) Kikuchijun
(18473) Kikuchijun est un astéroïde de la ceinture principale.

## Description
(18473) Kikuchijun est un astéroïde de la ceinture principale. Il fut découvert le 15 novembre 1995 à Kitami par Kin Endate et Kazuro Watanabe. Il présente une orbite caractérisée par un demi-grand axe de 2,73 UA, une excentricité de 0,07 et une inclinaison de 1,8° par rapport à l'écliptique.

## Compléments